# Peloponès (tema)
El tema del Peloponès va ser un tema (divisió civil i militar) de l'Imperi Romà d'Orient que ocupava la península del Peloponès, al sud de Grècia. Va ser creat cap a l'any 800 i la seva capital era Corint.

## Història
El Peloponès, o almenys les àrees controlades per l'Imperi Romà d'Orient, va ser en un primer moment una part del tema d'Hèl·lade a finals del segle vii. Cap a l'any 800, el tema d'Hèl·lade es va dividir, limitant-se als territoris que formen l'est de la Grècia central i Tessàlia, i el Peloponès es va convertir en un tema independent. El primer estrateg (governador d'un tema) conegut del Peloponès va ser Lleó Escler, mencionat el 811 o potser fins i tot el 805. Va ser potser el primer estrateg del nou tema. La creació d'aquest tema està directament vinculada a la presa del control de les tribus eslaves instal·lades a Grècia per part de l'imperi. Aquesta recuperació de la sobirania bizantina es va fer més evident amb la instal·lació de ciutadans grecs a Itàlia i a Anatòlia.
L'estrateg del Peloponès era el primer en la jerarquia dels temes occidentals (és a dir, els europeus). El seu paper principal era sobretot controlar les tribus eslaves que poblaven l'interior del territori i defensar la zona contra les freqüents incursions àrabs que es van produir al llarg dels segles ix i x. Entre els subordinats de l'estrateg hi havia un turmarca responsable de la defensa de les costes que tenia una esquadra petita de quatre barques anomenades quelàndions, una mena de barques protegides o «blindades». Després de la reconquesta de Creta per l'Imperi Romà d'Orient l'any 961, es va acabar l'amenaça que suposaven les incursions àrabs des de l'emirat de Creta, cosa que va permetre que el tema prosperés. A la fi del segle x, el tema del Peloponès i el de l'Hèl·lade eren governats conjuntament per un mateix estrateg i a finals del segle xi, les dues províncies van quedar sota l'autoritat del megaduc, el cap de la marina de l'Imperi. El Peloponès va seguir sota l'autoritat bizantina fins a principis del segle xiii, quan la Quarta Croada, el 1204 va provocar el desmembrament de l'Imperi Romà d'Orient. El Peloponès es va convertir aleshores en la seu del principat llatí d'Acaia.
Després de la reconquesta de Constantinoble per l'Imperi de Nicea el 1261, el Peloponès va incorporar-se al Despotat de Morea dirigit per membres de la família imperial dels Paleòlegs. Amb el pas del temps, el Despotat va obtenir la independència de facto de Constantinoble, abans de desaparèixer per les agressions otomanes el 1460.